# Blues for the Red Sun
Blues for the Red Sun — второй студийный альбом американской дезерт-рок-группы Kyuss, выпущенный в 1992 году. Несмотря на множество позитивных отзывов, лонгплей, проданный в количестве 39,000 копий, оказался почти некоммерческим. Blues for the Red Sun считается одним из самых влиятельных альбомов в жанре стоунер-рока.
Этот релиз — последний в истории Kyuss, на котором присутствует басист Ник Оливери. Он был заменён Скоттом Ридером вскоре после завершения работы над записью. Ранее Ридер играл в The Obsessed.

## Релиз и тур
Blues for the Red Sun выпущен независимым лейблом Dali, который позже был куплен Elektra Records. В поддержку альбома группа отправилась в тур вместе с такими группами как Faith No More, White Zombie и Danzig. В начале 1993 Kyuss были выбраны Metallica для открытия девяти шоу по Австралии. Видео песен «Green Machine» и «Thong Song» получили среднюю частоту трансляции на MTV Headbangers Ball и MuchMusic в Канаде. Альбом также получил ротацию на таких ориентированных на альбомы станциях как KNAC, KISW, WYSP и KIOZ.

## Музыкальный стиль и влияние
Blues for the Red Sun объединяет эйсид-рок, гранж, психоделический рок, спейс-рок и дум-метал, и часто сравнивается с творчеством таких групп как Black Sabbath, Hawkwind, Blue Cheer, и Alice in Chains. Пластинка считается пионером стоунер-рока. Автор «The Encyclopedia of Heavy Metal» Даниель Буксзпан (Daniel Bukszpan) писал, что этот альбом повлиял на бесчисленное количество коллективов. Многие считают Blues for the Red Sun «шаблоном для групп 21-го века, которые последовали новаторству Kyuss». Exclaim! назвал его альбомом, открывающим «путь группам типа Monster Magnet и целому ряду других практикующих дезерт-гранж».
Автор «A to X of Alternative Music» Стив Тейлор (Steve Taylor) писал, что по сравнению с музыкой, «лирика действительно не может конкурировать» и назвал тексты альбома «окаменелыми безупречными фразами». Rolling Stone назвал «Thong Song» — песню о вьетнамках — «бессмертной.»
Гитарист Джош Хомме подключал гитары со спущенным настроем к басовым комбикам для своеобразного дисторшна, используя также Wah-wah. Уэйн Робинс (Wayne Robins) из Newsday описал рифы Омма как «пост-Хендриксовые гитарные порывы». Некоторые песни в Blues for the Red Sun имеют медленный темп и грувовово-нагруженные ритмы.

## Приём
| Оценки критиков       | Оценки критиков                                                          |
| Источник              | Оценка                                                                   |
| --------------------- | ------------------------------------------------------------------------ |
| Allmusic              | [ 3 ]                                                                    |
| Billboard             | (+)                                                                      |
| College Music Journal | (+)                                                                      |
| Entertainment Weekly  | (B+)                                                                     |
| Piero Scaruffi        | [ 17 ]                                                                   |
| Q                     | 5 из 5 звёзд · 5 из 5 звёзд · 5 из 5 звёзд · 5 из 5 звёзд · 5 из 5 звёзд |
| Rolling Stone         | [ 15 ]                                                                   |
| Kerrang!              | [ 18 ]                                                                   |

В общем альбом получил хорошие отзывы как от фанов, так и от критиков. Стив Тейлор (Steve Taylor) назвал этот релиз лучшим из всех, что когда либо были у Kyuss. Скаруффи (Scaruffi) назвал Blues for the Red Sun третьим лучшим хеви-метал-альбомом всех времён после Master of Puppets и Slow Deep and Hard.

## Список композиций
| №   | Название                             | Текст песни | Музыка     | Длительность |
| --- | ------------------------------------ | ----------- | ---------- | ------------ |
| 1.  | «Thumb»                              | Омм         | Омм, Бьорк | 4:41         |
| 2.  | «Green Machine»                      | Бьорк       | Бьорк      | 3:38         |
| 3.  | «Molten Universe»                    | Гарсия      | Омм        | 2:49         |
| 4.  | «50 Million Year Trip (Downside Up)» | Бьорк       | Бьорк      | 5:52         |
| 5.  | «Thong Song»                         | Омм         | Омм        | 3:47         |
| 6.  | «Apothecaries' Weight»               | Гарсия      | Омм        | 5:21         |
| 7.  | «Caterpillar March»                  |             | Бьорк      | 1:56         |
| 8.  | «Freedom Run»                        | Омм, Бьорк  | Омм        | 7:37         |
| 9.  | «800»                                | Гарсия      | Омм        | 1:34         |
| 10. | «Writhe»                             | Омм         | Омм        | 3:42         |
| 11. | «Capsized»                           | Гарсия      | Омм        | 0:55         |
| 12. | «Allen's Wrench»                     | Бьорк       | Бьорк, Омм | 2:44         |
| 13. | «Mondo Generator»                    | Оливери     | Оливери    | 6:15         |
| 14. | «Yeah»                               | Гарсия      |            | 0:04         |

## Над альбомом работали
Kyuss
- Джон Гарсия — вокал, лирика
- Брэнт Бьорк — ударные, музыка, лирика, концепция альбома
- Ник Оливери — бас, музыка, лирика, вокал на «Mondo Generator»
- Джош Хомме — гитара, музыка, лирика

Дополнительный персонал
- Крис Госс (Chris Goss)— продюсер
- Джо Барреси (Joe Barresi) — звукоинженер, микширование
- Майк Боусли (Mike Bosely) — звукоинженер, микширование
- Брайан Дженкинс (Brian Jenkins) — звукоинженер, инженер барабанов
- Джефф Шихан (Jeff Sheehan) — звукоинженер, помощник инженера
- Хови Вайберг (Howie Weinberg) — инженер
- Скайльс (Skiles) — арт-директор
- Майкл Андерсон (Michael Anderson) — фотографии